# Karla Jay
Karla Jay (* 2. Februar 1947 in Brooklyn, New York City als Karla Jayne Berlin) ist eine US-amerikanische Hochschullehrerin für Englisch und Direktorin des universitären Studienprogramms zu Frauen- und Gender Studies an der Pace University (New York) sowie Autorin und Herausgeberin verschiedener Bücher in homosexuellem Kontext.
Als homosexuelle Menschen die Gay Liberation Front (GLF) als Antwort auf die Stonewall Riots im Juni 1969 gründeten, gehörte Jay zu den ersten Mitgliedern und wurde LGBT-Aktivistin.
1996 erhielt sie für Dyke Life den Lambda Literary Award.

## Bibliografie
- The Gay Report: Lesbians and Gay Men Speak Out about Sexual Experiences and Lifestyles (Summit Books, 1979)
- The disciples of the tenth muse: Natalie Clifford Barney und Renée Vivien (Dissertation, 1984)
- The Amazon and the Page: Natalie Clifford Barney and Renée Vivien (Indiana University Press, 1988)
- Tales of the Lavender Menace (Basic Books, 1999)

Anthologien (als Herausgeberin)
- The Cutting Edge: Lesbian Life and Literature, Editor
- Out of the Closets: Voices of Gay Liberation, Co-Editor mit Allen Young (Pyramid Books, 1972)
- After You're Out, Co-Editor mit Allen Young (Jove, 1975)
- Lesbian Texts and Contexts: Radical Revisions, Co-Editor mit Joanne Glasgow (NYU Press, 1990)
- Lavender culture, (NYU Press, 1978, 1994)
- Lesbian Erotics, (NYU Press, 1995)
- Dyke Life: A Celebration of the Lesbian Experience (Perseus, 1996)